# Tella Viv
Tella Viv är ett svenskt band bildat 2014 av Carl Hjelm Sandqvist, Adam Odelfelt, Benjamin Lavén och Eric Eskilsson. Gruppen är idag en duo beståendes av Carl Hjelm Sandqvist (sång) och Benjamin Lavén (gitarr).

## Diskografi
- 2020 - i (Album, Bolero Records)
- 2018 - Happy doomsday (EP, Bolero Records)
- 2017 - From the cradle to the kitchen sink (EP)
- 2016 - From coast to coast (EP)